# Maria Mancini (beata)
Maria Mancini (Pisa, 1355 – Pisa, 22 gennaio 1431) è stata una religiosa italiana, venerata come beata dalla Chiesa cattolica.

## Biografia
Sposatasi col nobile pisano Baccio Mancini, che presto la lasciò vedova, e dopo aver perso i due bambini nati da quel matrimonio, si sposò con Guglielmo Spezzalaste, dal quale ebbe sei figli, anche loro morti prematuramente. 
Nonostante la giovane età, ma dopo aver vissuto una vita intensa e piena di sofferenze, Maria, all'età di venticinque anni, su consiglio di Santa Caterina da Siena, di cui era discepola, entrò nel monastero domenicano di Santa Croce a Pisa, lo stesso frequentato dalla giovane monaca Chiara Gambacorti, restaurando lo spirito originale della comunità, improntato a una vita austera e santa. Trasferitasi nel nuovo monastero pisano di San Domenico, costruito da Pietro Gambacorti per la figlia Chiara, successe a quest'ultima nella guida della comunità, conservando l'incarico fino alla morte, avvenuta il 22 gennaio 1431.

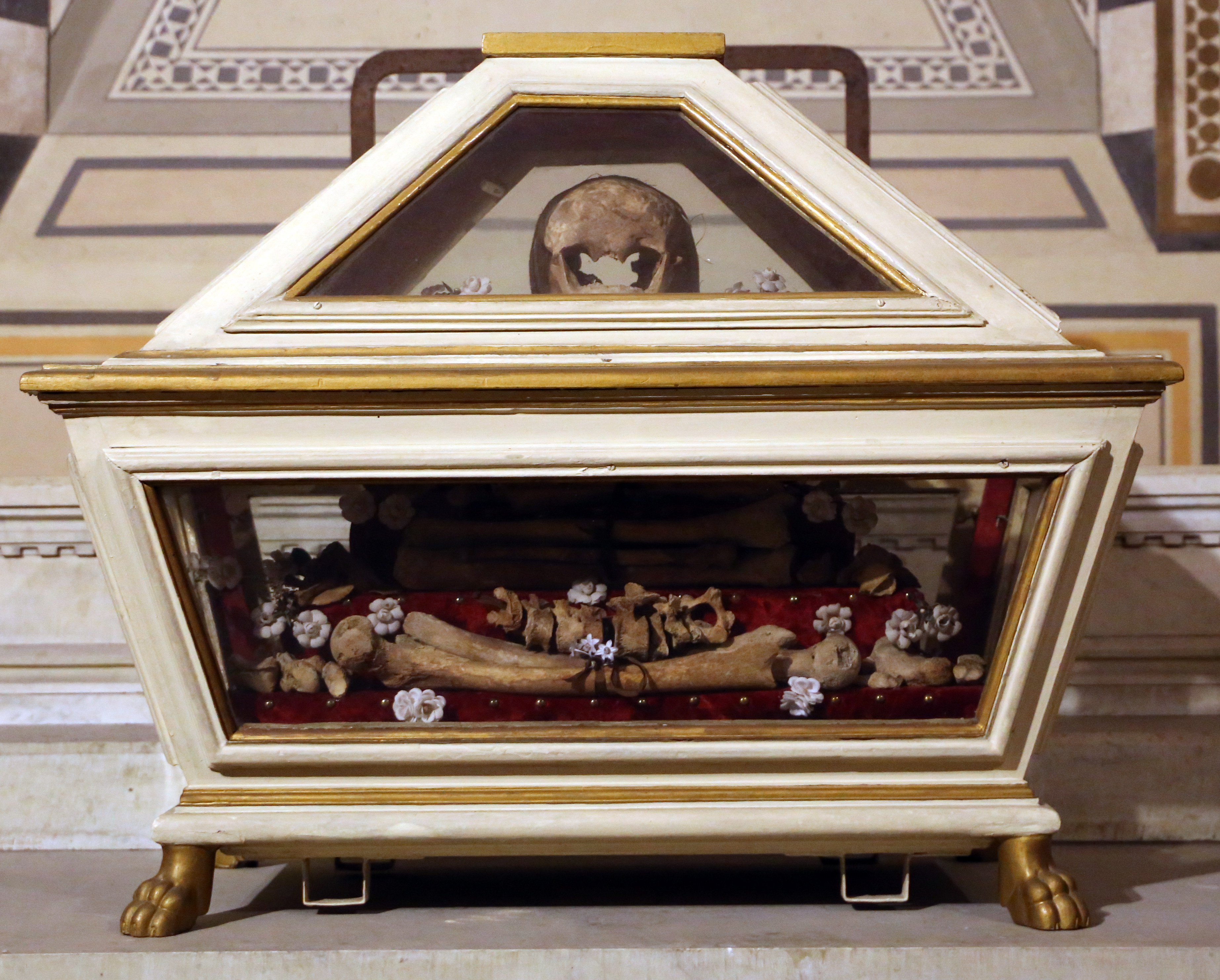
Reliquie della beata Maria Mancini

Le sue reliquie sono esposte alla venerazione dei fedeli nella chiesa di Santa Caterina a Pisa, nella cappella laterale destra del transetto.

## Culto
Papa Pio IX ne confermò il culto il 2 agosto 1855. La sua ricorrenza liturgica è il 22 gennaio (l'Ordine Domenicano la ricorda il 30 gennaio).